# Användbarhetstestning
Användbarhetstestning (en: Usability testing) är en metod inom programvarutestning för att utvärdera en produkt (eller tjänst) genom att testa den med personer som är tänkta att använda produkten. Metoden är en av de centrala metoderna inom användbarhet.
Nyttan med en produkt uppstår när den används. Genom att användbarhetstesta produkten går det att undersöka hur produkten fungerar i användning. Användbarhetstest fokuserar på att undersöka om en produkt går att använda på avsett vis. Syftet är att testa produkten, inte användaren.
Exempel på produkter där det är extra viktigt att göra användbarhetstester är webbplatser, webbapplikationer och andra IT-system.

## Så går ett användbarhetstest till
Det finns olika metoder för att genomföra ett användbarhetstest. Jeffrey Rubin har beskrivit olika typer av testmetoder och hans metoder är bland de mest använda vid användbarhetstester.
Testpersonerna får sätta sig in i ett givet scenario och målet med testet för att få en uppfattning om varför de ska lösa uppgifterna. Om testet görs till exempel på en webbplats kan användaren få i uppgift att hitta information eller använda en tjänst på webbplatsen. Efter detta kontrollerar man huruvida de förstått uppgiften genom att de får återge vad scenariot innebär och vilka uppgifter som finns. Testpersonerna får sedan under en given tidsram utföra de olika testerna. Antingen sätter man en tidsgräns på varje del eller på hela testet.
Sedan testet genomförts och data samlats in är det vanligt att testpersonerna får besvara en enkät för att kunna samla in ytterligare data. Det är även vanligt att man för en dialog med testpersonerna efter testet för att kunna lokalisera ytterligare användbarhetsproblem. Att vänta en tid innan man börjar sammanställa testresultaten är ett bra sätt för att kunna se det hela ur ett bättre perspektiv. 
Man bör sedan betygsätta de olika problemen utifrån hur allvarliga de är för att kunna formulera en åtgärdsplan där de mest allvarliga problemen åtgärdas omedelbart och de minst allvarliga sparas till sist.
För att bestämma hur testmiljön ska se ut finns det olika rumsuppsättningar och varianter på rumsuppsättningar.

### Enkel rumsuppsättning
En vanlig rumsuppsättning är den enkla där man har en videokamera som filmar testpersonen samt den person som är testövervakare. Testövervakaren ska agera som ett stöd till testpersoner samt observera testpersonernas beteende under testets utförande. Testövervakaren ska också försöka få testpersonen att tänka högt för att därigenom kunna samla in ytterligare information. Testövervakaren får dock inte lägga sig i hur testpersonen utför sina uppgifter eftersom detta kan ha negativt utfall på testresultatet. Det är även vanligt att man har några observatörer vars uppgift är att i tysthet observera testet och föra anteckningar. Var dessa placeras är olika beroende på vilken rumsuppsättning man väljer. Men i den enkla rumsuppsättningen är de placerade i samma rum som testpersonen.

### Tänk–högt–metoden
En metod som oftast benämns som Think Aloud Protocol innefattar en liten grupp användare som använder sig av applikationen i fråga med minimal kontakt med testövervakaren. Användarna spelas oftast in med hjälp av en videokamera och på så sätt påverkas inte användarna av en fysisk persons närvaro. Enkel övervakning är sällan tillräcklig för att undersöka hur väl systemet når upp till användarens krav eftersom det inte alltid ger tillräcklig insikt i användarens beslutsprocess eller inställning. Användarna uppmuntras att uttrycka varför applikationen reagerar på ett speciellt sätt när de interagerar med den. Användarna bör uttrycka om designen skiljer sig från vad de förväntar sig. Denna metod kan appliceras under design, test, skapande eller publicering av en applikation. Fördelarna med denna metod är dels att den är billig tack vare den minimala skara användare, dels att resultaten ligger nära de resultat som faktiska användare skulle uppnå. En nackdel är dock att miljön som testet genomförs i inte är den naturliga miljön och resultaten kan bli missvisande.

### Intervjuer
En annan metod är baserad på intervjuer där specifika frågor tas fram som rör delar som är av intresse för användbarhetstestarna. Det finns två typer av intervjuer som bör användas under utvärderingen, dels den strukturerade intervjun, dels dess motsats: den ostrukturerade intervjun.
Utvärderingen börjar med den ostrukturerade. Den delen innebär att man samlar så mycket information som möjligt angående användarens erfarenheter och förväntningar på den applikation som ska skapas. Den strukturerade varianten bygger på att man ställer specifika frågor till användaren för att styra diskussionen i en viss riktning.
Den strukturerade varianten är en modererad diskussion medan den ostrukturerade inte är det. Fördelar med metoden är att den är bra när man vill ha reda på detaljerad information. Den kräver inte heller många deltagare och kan öka kundkontakten avsevärt. Nackdelarna är att den är platsberoende och kan inte genomföras på distans. Den behandlar inte heller effektivitetsfrågor inom användbarhet.

## Varför bör man testa produkter med användare?
Enligt Standish Groups årliga CHAOS-rapporter är involverering av användarna i utveckling av IT-system den viktigaste framgångsfaktorn för att projekt ska lyckas. (CHAOS-undersökningen har dock kritiserats för sitt intervjuunderlag och hur de definierar vad som är ett "lyckat" projekt).
En undersökning gjord av Verva 2007 visar att endast 25% av alla statliga myndigheter gör användningstester på sina webbplatser.